# 1924

## Події
- 31 липня — Українська мова заборонена в державних та самоуправних установах Західної України під польською окупацією.
- 17 вересня — в Женеві відкрито першу в світі приватну міжнародну школу, у якій на той час навчалося 8 учнів.[1]
- 15-18 вересня — Татарбунарське повстання
- 20 жовтня — у Харкові відкрито першу в Україні радіостанцію — Українське радіо, котре почало мовити 16 листопада.

## Народились
Дивись також Категорія:Народились 1924
- 9 січня — Параджанов Сергій Йосипович, український кінорежисер вірменського походження
- 9 січня — Задніпровський Михайло Олександрович, український актор.
- 10 січня — Едуардо Чільїда, іспанський скульптор.
- 13 січня — Ролан Петі, французький танцівник і хореограф
- 21 січня — Бенні Гілл, англійський естрадний і кінокомік
- 27 січня — Рауф Денкташ, перший президент Турецької Республіки Північного Кіпру у 1983—2005
- 31 січня — Тенгіз Абуладзе, грузинський кінорежисер
- 21 лютого — Роберт Мугабе, перший прем'єр-міністр і президент Зімбабве (з 1987 р.)
- 7 березня — Кобо Абе, японський письменник
- 15 березня — Бондарев Юрій Васильович, російський письменник
- 19 березня — Соломо́н Беніамі́нович Погреби́нський, доктор технічних наук, професор.
- 19 березня — Куліджанов Лев Олександрович, російський кінорежисер
- 3 квітня — Марлон Брандо, американський актор
- 14 квітня — Марія Харченко, українська співачка та акторка театру, Народна артистка України
- 16 квітня — Генрі Манчіні, американський композитор
- 28 квітня — Донатас Баніоніс, литовський театральний і кіноактор
- 1 травня — Астаф'єв Віктор Петрович, російський письменник
- 9 травня — Окуджава Булат Шалвович, російський поет, співак
- 10 травня — Друніна Юлія Володимирівна, російська поетеса
- 11 травня — Г'юіш Ентоні, англійський астроном
- 21 травня — Васильєв Борис Львович, російський письменник
- 22 травня — Шарль Азнавур, французький співак, композитор, актор
- 12 червня — Джордж Герберт Вокер Буш, 41-й президент США
- 19 червня — Биков Василь, білоруський письменник
- 25 червня — Люмет Сідні, американський кінорежисер
- 15 липня — Есамбаєв Махмуд, чеченський танцівник
- 20 липня — Ліознова Тетяна Михайлівна, російський кінорежисер
- 2 серпня — Джеймс Болдвін, американський письменник
- 12 серпня — Мохаммад Зія Уль-Хак, президент Пакистану (1977—1988 рр.)
- 19 серпня — Віллард Бойл, американський фізик канадського походження, лауреат Нобелівської премії з фізики за 2009 «за розробку оптичних напівпровідникових сенсорів»
- 25 серпня — Павло Загребельний, український письменник, Герой України, лауреат Державної премії СРСР, Шевченківської премії
- 13 вересня — Моріс Жарр, французький композитор
- 16 вересня — Лорен Беколл, американська акторка кіно та театру, фотомодель, удостоєна премії «Оскар» за видатні заслуги в кінематографі (пом. 2014).
- 20 вересня — Джеймс Гальяно, італійський кутюр'є
- 28 вересня — Мастрояні Марчелло, італійський актор
- 29 вересня — Маріна Берті, італійська кіноакторка (пом. 2002).
- 30 вересня — Капоте Трумен, американський письменник
- 1 жовтня — Джиммі Картер, 39-й президент США (1977—1981 рр.)
- 3 жовтня — Франко Крістальді, італійський кінопродюсер
- 4 жовтня — Чарлтон Гестон, американський кіноактор
- 14 листопада — Леонід Коган, совєцький єврейський скрипаль
- 20 листопада — Бенуа Мандельброт, французький математик польського походження, засновник фрактальної геометрії
- 25 листопада — Пол Дезмонд, американський джазовий альт-саксофоніст і композитор
- 3 грудня — Джон Бекус, американський математик, автор мови програмування ФОРТРАН
- 14 грудня — Радж Капур, індійський актор і кінорежисер

## Померли
Дивись також Категорія:Померли 1924
- Отець Іван Кипріян — видатна постать в релігійному, суспільно-політичному, мистецькому житті Галичини кінця XIX — початку ХХ ст.
- 3 лютого — Томас Вудро Вільсон, американський державний діяч, 28-й Президент США (1913—1921), історик і політолог, лауреат Нобелівської премії миру.
- 8 травня — Гуґо Борхардт (нім. Hugo Borchardt), німецький інженер та конструктор стрілецької зброї
- 27 липня — Бузоні Ферруччо, італійський композитор, піаніст, диригент і музичний педагог.
- 4 листопада — Ґабріель Форе, французький композитор
- 31 грудня — Володимир Ілліч Ленін.

## Нобелівська премія
- з фізики: Манне Сігбан — «За відкриття й дослідження в області рентгенівської спектроскопії».
- з хімії: Премію не присуджували
- з медицини та фізіології: Віллем Ейнтговен — «За відкриття механізму електрокардіограми»
- з літератури: Владислав Реймонт — «За великий національний епос — роман „Селяни“»
- премія миру: Премію не присуджували